# Plover (Iowa)
Plover es una ciudad ubicada en el condado de Pocahontas en el estado estadounidense de Iowa. En el Censo de 2010 tenía una población de 77 habitantes y una densidad poblacional de 54,75 personas por km².

## Geografía
Plover se encuentra ubicada en las coordenadas 42°52′36″N 94°37′20″O / 42.87667, -94.62222. Según la Oficina del Censo de los Estados Unidos, Plover tiene una superficie total de 1.41 km², de la cual 1.41 km² corresponden a tierra firme y (0%) 0 km² es agua.

## Demografía
Según el censo de 2010, había 77 personas residiendo en Plover. La densidad de población era de 54,75 hab./km². De los 77 habitantes, Plover estaba compuesto por el 98.7% blancos, el 0% eran afroamericanos, el 0% eran amerindios, el 0% eran asiáticos, el 0% eran isleños del Pacífico, el 0% eran de otras razas y el 1.3% pertenecían a dos o más razas. Del total de la población el 0% eran hispanos o latinos de cualquier raza.